# Anne-Marie Brunius
Anne-Marie Pauline Sundberg, känd under flicknamnet Anne-Marie Brunius, född 24 september 1916 i Oscars församling i Stockholm, död 10 november 2002 i Österåker-Östra Ryds församling, Åkersberga, Stockholms län,
var en svensk skådespelare.

## Biografi

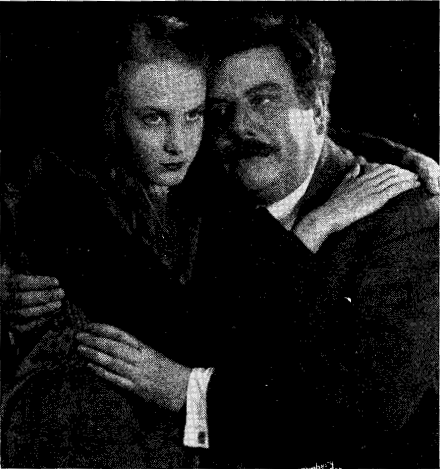
Anne-Marie Brunius med fadern John

Brunius var dotter till teatercheferna Pauline och John W. Brunius samt syster till teaterchefen Palle Brunius. Hon debuterade på Oscarsteatern 1930 och medverkade i ett 10-tal filmer, bland annat i Hasse Ekmans Flicka och hyacinter. Brunius spelade även in några grammofonskivor under 1930-talet.[källa behövs] Senare var hon bosatt i England och USA, men återvände till Sverige på 1980-talet.
Brunius var från 1936 gift med affärsmannen Vernon Parry (född 1908) och fick med honom sonen Ronald, född 1937 och döttrarna Kristina, född 1941 och Angela, född 1942. Andra gången gifte hon sig 1950 med läkaren Olof (Olle) Sundberg (född 1903), men blev änka 1963.
Anne-Marie Brunius är begravd på Galärvarvskyrkogården i Stockholm.

## Filmografi i urval
- 1924 – Herr Vinners stenåldersdröm
- 1925 – Karl XII del II
- 1930 – Doktorns hemlighet
- 1930 – Vi två
- 1932 – Vi som går köksvägen
- 1933 – Farmors revolution
- 1933 – Djurgårdsnätter
- 1934 – Uppsagd
- 1934 – Unga hjärtan
- 1935 – Ungdom av idag
- 1935 – Äventyr i pyjamas
- 1936 – Bröllopsresan
- 1950 – Flicka och hyacinter
- 1956 – Det surrar, det surrar

## Se även

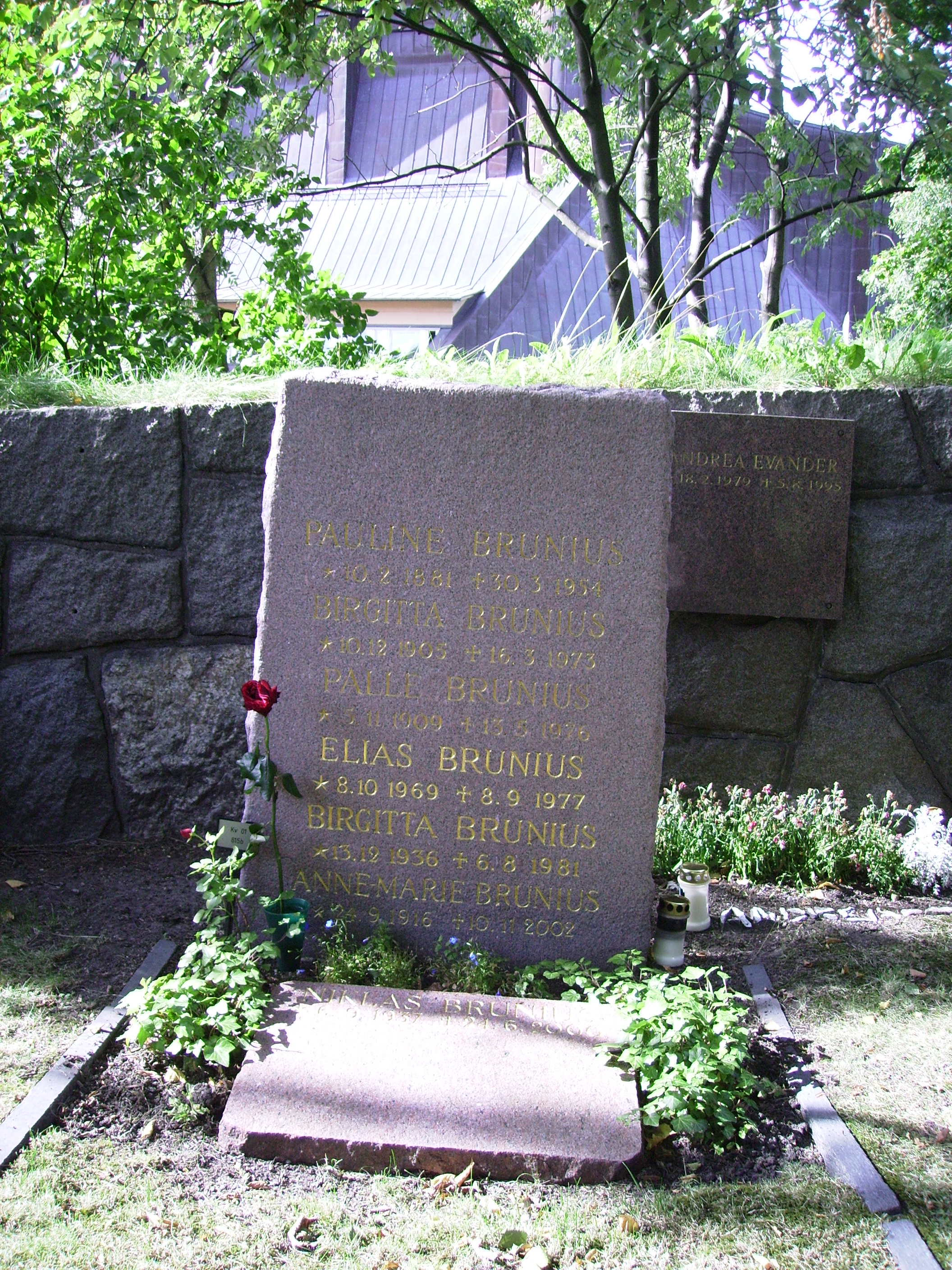
Gravvård på Galärvarvskyrkogården.

## Teater

### Roller (ej komplett)
| År   | Roll         | Produktion                                                   | Regi            | Teater         |
| ---- | ------------ | ------------------------------------------------------------ | --------------- | -------------- |
| 1934 |              | Trions bröllop Sigfrid Siwertz                               |                 | Turné          |
| 1934 | Mariette     | Natten till den 17:de (Tűzmadár) Lajos Zilahy                | Pauline Brunius | Vasateatern    |
| 1934 | Hester       | Hennes majestät modern (The Silver Cord) Sidney Howard       | Pauline Brunius | Vasateatern    |
| 1936 | Lisa Kingdom | Idyll 1936 (The Old Folks at Home) Harold Marsh Harwood      | Pauline Brunius | Blancheteatern |
| 1949 | Mary Boleyn  | En dag av tusen (Anne of the Thousand Days) Maxwell Anderson | Olof Molander   | Dramaten       |

## Radioteater
| År   | Roll             | Produktion                                              | Regi        |
| ---- | ---------------- | ------------------------------------------------------- | ----------- |
| 1950 | Fru Sonja Grundt | Hillmans detektivbyrå: Alias Henry Grundt Folke Mellvig | Lars Madsén |

### Fotnoter
1. 1 2   Sveriges dödbok 1901-2013 Swedish death index 1901-2013 (Version 6.0). Solna: Sveriges släktforskarförbund. 2014. Libris 17007456. ISBN 9789187676642
2. ↑  ”Anne-Marie Brunius”. Svensk Filmdatabas. http://www.sfi.se/sv/svensk-filmdatabas/Item/?type=PERSON&itemid=59295&ref=%2ftemplates%2fSwedishFilmSearchResult.aspx%3fid%3d1225%26epslanguage%3dsv%26searchword%3dAnne-Marie+Brunius%26type%3dPerson%26match%3dBegin%26page%3d1%26prom%3dFalse. Läst 18 februari 2013.
3. 1 2  Svenska släktkalendenr 1963 s 98.
4. ↑  SvenskaGravar
5. ↑  ”Teater Musik Film: 'Trions bröllop' i Malmö”. Dagens Nyheter:  s. 7. 10 mars 1934. http://arkivet.dn.se/tidning/1934-03-10/67/7. Läst 16 mars 2017.
6. ↑  Teatern 1934 s. 125
7. ↑  B. B-n (18 november 1934). ”'Natten till den 17:e': Vasateaterns premiär”. Dagens Nyheter:  s. 19. https://arkivet.dn.se/tidning/1934-11-18/314/19. Läst 20 april 2024.
8. ↑  ”Hennes majestät modern”. Musikverket. http://calmview.musikverk.se/CalmView/Record.aspx?src=CalmView.Performance&id=PERF14197&pos=371. Läst 14 juli 2015.
9. ↑  Svenska Dagsbladets årsbok 1934 i Svenska Dagbladets Årsbok – händelserna 1934 (1935) s. 182
10. ↑  ”Idyll 1936”. Musikverket. http://calmview.musikverk.se/CalmView/Record.aspx?src=CalmView.Performance&id=PERF22203&pos=92. Läst 18 april 2016.
11. ↑  ”Radioprogrammet”. Dagens Nyheter:  s. 18. 21 januari 1950. https://arkivet.dn.se/tidning/1950-01-21/19/18. Läst 19 december 2021.